# French Open 1987
Die 86. French Open 1987 waren ein Tennis-Sandplatzturnier der Klasse Grand Slam, das von der ITF veranstaltet wurde. Es fand vom 25. Mai bis 7. Juni 1987 in Roland Garros, Paris, Frankreich statt.
Titelverteidiger im Einzel waren Ivan Lendl bei den Herren sowie Chris Evert bei den Damen. Im Herrendoppel waren John Fitzgerald und Tomáš Šmíd, im Damendoppel Martina Navratilova und Andrea Temesvári und im Mixed Kathy Jordan und Ken Flach die Titelverteidiger.

## Herreneinzel

### Setzliste
| Nr. | Spieler        | Erreichte Runde |
| --- | -------------- | --------------- |
| 01. | Ivan Lendl     | Sieg            |
| 02. | Boris Becker   | Halbfinale      |
| 03. | Stefan Edberg  | 2. Runde        |
| 04. | Mats Wilander  | Finale          |
| 05. | Miloslav Mečíř | Halbfinale      |
| 06. | Yannick Noah   | Viertelfinale   |
| 07. | John McEnroe   | 1. Runde        |
| 08. | Jimmy Connors  | Viertelfinale   |

| Nr. | Spieler         | Erreichte Runde |
| --- | --------------- | --------------- |
| 09. | Henri Leconte   | 1. Runde        |
| 10. | Andrés Gómez    | Viertelfinale   |
| 11. | Kent Carlsson   | Achtelfinale    |
| 12. | Pat Cash        | 1. Runde        |
| 13. | Mikael Pernfors | 1. Runde        |
| 14. | Martín Jaite    | Achtelfinale    |
| 15. | Brad Gilbert    | 2. Runde        |
| 16. | Johan Kriek     | 1. Runde        |

## Dameneinzel

### Setzliste
| Nr. | Spielerin            | Erreichte Runde |
| --- | -------------------- | --------------- |
| 01. | Martina Navratilova  | Finale          |
| 02. | Steffi Graf          | Sieg            |
| 03. | Chris Evert          | Halbfinale      |
| 04. | Hana Mandlíková      | 2. Runde        |
| 05. | Helena Suková        | Achtelfinale    |
| 06. | Manuela Maleeva      | Viertelfinale   |
| 07. | Gabriela Sabatini    | Halbfinale      |
| 08. | Claudia Kohde-Kilsch | Viertelfinale   |

| Nr. | Spielerin          | Erreichte Runde |
| --- | ------------------ | --------------- |
| 09. | Lori McNeil        | 1. Runde        |
| 10. | Kathy Rinaldi      | 3. Runde        |
| 11. | Catarina Lindqvist | 2. Runde        |
| 12. | Katerina Maleewa   | Achtelfinale    |
| 13. | Mary Joe Fernández | 2. Runde        |
| 14. | Raffaella Reggi    | Viertelfinale   |
| 15. | Sylvia Hanika      | Achtelfinale    |
| 16. | Melissa Gurney     | 1. Runde        |

## Herrendoppel

### Setzliste
| Nr. | Paarung                             | Erreichte Runde |
| --- | ----------------------------------- | --------------- |
| 01. | Guy Forget Yannick Noah             | Finale          |
| 02. | Paul Annacone Christo van Rensburg  | 2. Runde        |
| 03. | Anders Järryd Robert Seguso         | Sieg            |
| 04. | Hans Gildemeister Andrés Gómez      | Achtelfinale    |
| 05. | Gary Donnelly Peter Fleming         | Halbfinale      |
| 06. | Joakim Nyström Mats Wilander        | Viertelfinale   |
| 07. | Sergio Casal Emilio Sánchez Vicario | 2. Runde        |
| 08. | John Fitzgerald Tomáš Šmíd          | 1. Runde        |

| Nr. | Paarung                         | Erreichte Runde |
| --- | ------------------------------- | --------------- |
| 09. | Chip Hooper Mike Leach          | 2. Runde        |
| 10. | Sherwood Stewart Kim Warwick    | Viertelfinale   |
| 11. | Scott Davis Mike DePalmer       | 1. Runde        |
| 12. | Claudio Mezzadri Jim Pugh       | 1. Runde        |
| 13. | Laurie Warder Blaine Willenborg | Viertelfinale   |
| 14. | Heinz Günthardt Jakob Hlasek    | 1. Runde        |
| 15. | Mansour Bahrami Diego Pérez     | Achtelfinale    |
| 16. | Paolo Canè Gianni Ocleppo       | 1. Runde        |

## Damendoppel

### Setzliste
| Nr. | Paarung                            | Erreichte Runde |
| --- | ---------------------------------- | --------------- |
| 01. | Martina Navratilova Pam Shriver    | Sieg            |
| 02. | Steffi Graf Gabriela Sabatini      | Finale          |
| 03. | Claudia Kohde-Kilsch Helena Suková | Halbfinale      |
| 04. | Elise Burgin Rosalyn Fairbank      | 2. Runde        |

| Nr. | Paarung                           | Erreichte Runde |
| --- | --------------------------------- | --------------- |
| 05. | Betsy Nagelsen Elizabeth Smylie   | Viertelfinale   |
| 06. | Hana Mandlíková Catherine Tanvier | 1. Runde        |
| 07. | Gigi Fernández Lori McNeil        | Viertelfinale   |
| 08. | Mercedes Paz Eva Pfaff            | Viertelfinale   |

## Mixed

### Setzliste
unbekannt

## Juniorendoppel

### Setzliste
| Nr. | Paarung                             | Erreichte Runde |
| --- | ----------------------------------- | --------------- |
| 01. | Franco Davín Guillermo Pérez Roldán | Finale          |
| 02. | Jim Courier Jonathan Stark          | Sieg            |